# Hydrelia rhodoptera
Hydrelia rhodoptera är en fjärilsart som beskrevs av George Francis Hampson 1895. Hydrelia rhodoptera ingår i släktet Hydrelia och familjen mätare. Inga underarter finns listade i Catalogue of Life.